# Wing Derringer
Die Wing Derringer ist ein zweisitziges, zweimotoriges Leichtflugzeug des amerikanischen Herstellers Wing Aircraft Company, die eine 1960 von George S. Wing gegründete Abteilung der Hi-Shear Corporation war. Der Sitz der Wing Aircraft Company war in Torrance (Kalifornien). Im Juni 1966 erfolgte die vollständige Trennung von der Mutterfirma und die Gründung als selbständiges Unternehmen. Die Flugzeugbezeichnung Derringer geht auf eine in den USA sehr bekannte zweiläufige Kleinpistole zurück.

## Entwicklung
Die Ausgangskonstruktion der Wing Derringer geht auf John Willard Thorp (1912–1992) zurück. Aus dessen einmotoriger Thorp T-11 „Sky Scooter“ wurde ab 1958 die zweimotorige Thorp T-17 „Twin Sky Scooter“ entwickelt. Die konstruktive Auslegung der Thorp T-17 wurde von der Hi-Shear Corporation übernommen und ab Juni 1960 zur Produktionsreife gebracht. Der Erstflug des D-1-Derringer-Prototyps (Luftfahrzeugkennzeichen N3621G) erfolgte am 1. Mai 1962 in Torrance, Kalifornien. Dieser Prototyp diente in mehr als 300 Flugstunden der Konstruktionserprobung und war mit zwei leistungsgesteigerten 86 kW (115 hp) Continental O-200 Motoren ausgerüstet. Das zweite Erprobungsmuster (N88941) wurde auf Serienstandard gebracht und hatte seinen Erstflug am 19. November 1964 mit zwei 112 kW (150 hp) Motoren. Diese Maschine ging nach 10 Flugstunden verloren. Der dritte Prototyp wurde für statische Tests als Bruchzelle verwendet. Eine vierte Maschine (N7597V) hatte ihren Erstflug am 25. August 1965 mit 119 kW (160 hp) Motoren. Die FAA-Musterzulassung nach CAR Teil 3 wurde am 20. Dezember 1966 erteilt. Zwei weitere Flugzeuge (N644W und N844W) wurden 1967 und 1969 entsprechend dem Serienstandard fertiggestellt. Sie dienten der Prüfung einer militärischen Verwendbarkeit und zur Erprobung von Turboladermotoren. Unmittelbar vor dem geplanten Produktionsstart wurde die D-1 Derringer auf der Pariser Luftfahrtschau 1971 einer breiten Öffentlichkeit vorgestellt. Man glaubte zu diesem Zeitpunkt, 120 Flugzeuge bis zum Jahr 1980 absetzen zu können. Die Produktionsaufnahme bzw. Weiterentwicklung der D-1 Derringer erfolgte jedoch aufgrund interner Auseinandersetzungen bei der Hi-Shear Corp. nicht. Im Jahr 1978 verließ George S. Wing die von ihm mitbegründete Hi-Shear Corp. und widmete sich der Weiterentwicklung und Vermarktung der Wing D-1 Derringer durch die Wing Aircraft Comp. Die Auslieferung der ersten Maschinen begann im Jahr 1980. Ein Prototyp einer militärischen Variante D-2M Derringer (N822W) wurde aufgebaut, kam jedoch über den Prototypstatus nicht hinaus. Bis zur Insolvenz der Wing Aircraft Comp. im Juli 1982 wurden sieben Maschinen ganz bzw. größtenteils fertiggestellt. Die Vermögenswerte und Rechte der Firma gingen nach deren Insolvenz, zusammen mit sieben unfertigen Zellen, an George und Ike Athans aus Chicago.

## Konstruktion und Ausrüstung
Die Wing Derringer wurde als zweimotoriger Ganzmetalltiefdecker mit elektrisch einziehbarem Bugradfahrwerk konstruiert. Die Tragfläche ist eine Aluminiumkonstruktion mit 2½ Holmen und einem NACA 652-415 Laminarprofil. Piloten- und Copilotensitz sind nebeneinander angeordnet und durch eine breite Mittelkonsole getrennt. Hinter den Sitzen darf bis zu 113 kg Gepäck untergebracht werden. Vollgetankt verbleiben für Besatzung und Gepäck maximal 191 kg nutzbare Zuladung. Die Kabinenabdeckung ist rückseitig angeschlagen und vermittelt einen Kampfflugzeug ähnlichen Eindruck. Im geschlossenen Zustand erfolgt die Abdichtung mittels einer aufblasbaren Dichtung. Aus Kosten- und Verfügbarkeitsgründen bei Wartung und Betrieb kamen bei der D-1 auf beiden Seiten baugleiche Motoren des Typs Avco Lycoming IO-320-B1C (alternativ -C1A) zum Einsatz. Unter gleichem Gesichtspunkt wurden die verwendeten Zweiblatt-Verstellpropeller des Typs Hartzell HZ-C2YL-2RB/8459-18 ausgewählt. Mit der Wing D-1 Derringer wurden in den damaligen Leichtflugzeugbau neue Fertigungsverfahren („chemisches Fräsen“, bündiges Nieten, Stumpfstoßblechverbindung, Streckverformung usw.) eingeführt. Diese Verfahren ermöglichten sehr glatte, aus einem Blech gefertigte Tragflächen mit „chemisch gefrästen“ d. h. chemisch abgetragenen Oberflächen und variablen, beanspruchungsoptimierten Blechdicken.
Die Instrumentierung erfolgte in klassischer T-Anordnung. Der Grundpreis wurde 1982 mit 110.000 US-Dollar angegeben. Bei Instrumentenflugausstattung mit King- oder Collins-Avionik wurde ein Kaufpreis von 140.000 US-Dollar angesetzt.

## Technische Daten
| Modell                                                             | Wing D-1 Derringer                                       | Wing D-2M Derringer                                                                                  |
| ------------------------------------------------------------------ | -------------------------------------------------------- | --- |
| Außenmaße                                                          |                                                          | |
| Spannweite                                                         | 8,89 m (29 ft 2 in)                                      | 9,14 m (30 ft 0 in)                                                                                  |
| Profilsehne, konst.                                                | 1,27 m (4 ft 2 in)                                       | |
| Flügelstreckung                                                    | 7                                                        | |
| Gesamtlänge                                                        | 7,01 m (23 ft 0 in)                                      | |
| Gesamthöhe                                                         | 2,44 m (8 ft 0 in)                                       | |
| Spannweite Höhenleitwerk                                           | 3,30 m (10 ft 10 in)                                     | |
| Spurweite                                                          | 3,30 m (10 ft 10 in)                                     | |
| Radstand                                                           | 1,64 m (4 ft 4½ in)                                      | |
| Propellerdurchmesser                                               | 1,68 m (5 ft 6 in)                                       | |
| Propeller/Boden-Distanz                                            | 0,20 m (8 in)                                            | |
| Kabinenmaße                                                        |                                                          | |
| Länge                                                              | 2,54 m (8 ft 4 in)                                       | |
| Breite                                                             | 1,12 m (3 ft 8 in)                                       | |
| Höhe                                                               | 1,22 m (4 ft 0 in)                                       | |
| Volumen                                                            | 1,59 m³ (56 cu ft)                                       | |
| Kabinengrundfläche                                                 | 1,11 m² (12 sq ft)                                       | |
| Gepäckvolumen                                                      | 0,62 m³ (22 cu ft)                                       | |
| Flächen                                                            |                                                          | |
| Flügelfläche (brutto)                                              | 11,24 m² (121,0 sq ft)                                   | 12,73 m² (137,0 sq ft)                                                                               |
| Querruderfläche (total)                                            | 0,74 m² (8,00 sq ft)                                     | |
| Klappen (total)                                                    | 1,11 m² (12 sq ft)                                       | |
| Seitenleitwerk                                                     | 1,08 m² (11,65 sq ft)                                    | |
| Seitenruder (inkl. Trimmklappe)                                    | 0,48 m² (5,18 sq ft)                                     | |
| Höhenflosse                                                        | 1,72 m² (18,56 sq ft)                                    | |
| Höhenruder (inkl. Trimmklappen)                                    | 1,07 m² (11,51 sq ft)                                    | |
| Massen                                                             |                                                          | |
| Leermasse                                                          | 952 kg (2.100 lb)                                        | 1.066 kg (2.350 lb)                                                                                  |
| Max. Startmasse                                                    | 1.383 kg (3.050 lb)                                      | 1.633 kg (3.600 lb)*                                                                                 |
| Max. Landemasse                                                    | 1.315 kg (2.900 lb)                                      | |
| Max. Tragflächenlast                                               | 123 kg/m² (25,2 lb/sq ft)                                | 138,95 kg/m² (28,46 lb/sq ft)                                                                        |
| Max. Leistungsgewicht                                              | 5,81 kg/kW (9,5 lb/hp)                                   | 5,94 kg/kW (9,75 lb/hp)                                                                              |
| Leistung (bei max. Startmasse)                                     |                                                          | |
| Max. Horizontalgeschwindigkeit in Meereshöhe                       | 373 km/h (202 knots)                                     | 380 km/h (205 knots)                                                                                 |
| Max. Reisegeschwindigkeit bei 75 % Leistung in 10.000 ft           | 352 km/h (189 knots)                                     | 352 km/h (190 knots) in 5.000 ft**                                                                   |
| Ökonom. Reisegeschwindigkeit bei 65 % Leistung in 10.000 ft        | 338 km/h (183 knots)                                     | 241 km/h (130 knots) in 5.000 ft**                                                                   |
| Geschwindigkeit Endanflug                                          | 153 km/h (82,5 knots)                                    | |
| Strömungsabrissgeschwindigkeit – Klappen und Fahrwerk eingefahren  | 129 km/h (69,5 knots)                                    | 137 km/h (74 knots)                                                                                  |
| Strömungsabrissgeschwindigkeit – Klappen und Fahrwerk ausgefahren  | 116 km/h (63 knots)                                      | 124 km/h (67 knots)                                                                                  |
| Max. Steigrate in Meereshöhe                                       | 518 m/min (1.700 ft/min)                                 | 559 m/min (1.834 ft/min)                                                                             |
| Max. Steigrate in Meereshöhe (ein Motor aus)                       | 128 m/min (420 ft/min)                                   | |
| Dienstgipfelhöhe                                                   | 5.975 m (19.600 ft)                                      | 5.425 m (17.800 ft)                                                                                  |
| Dienstgipfelhöhe (ein Motor aus)                                   | 2.440 m (8.000 ft)                                       | |
| Startstrecke                                                       | 280 m (920 ft)                                           | 361 m (1.185 ft)                                                                                     |
| Startstrecke auf 15 m Höhe                                         | 457 m (1.500 ft)                                         | 472 m (1.550 ft)                                                                                     |
| Landestrecke aus 15 m Höhe                                         | 640 m (2.100 ft)                                         | 335 m (1.100 ft) bei 1,280 kg Landegewicht                                                           |
| Landestrecke                                                       | 378 m (1.240 ft)                                         | 155 m (510 ft) bei 1,280 kg Landegewicht                                                             |
| Reichweite                                                         |                                                          | |
| Gefechtsreichweite bei max. Reisegeschwindigkeit (15 Min. Reserve) |                                                          | 1.430 km (772 NM)**                                                                                  |
| Reichweite bei ökonom. Reisegeschwindigkeit (15 Min. Reserve)      |                                                          | 1.892 km (1.022 NM)**                                                                                |
| bei 65 % Leistung, max. Kraftstoff, ISA, 10.000 ft (ohne Reserve)  | 1.866 km (1007 NM)                                       | |
| Kraftstoffverbrauch                                                |                                                          | |
| bei 75 % Leistung in 10.000 ft                                     | ca. 63 l/h (ca. 16,5 Gal./h)                             | |
| bei 65 % Leistung in 10.000 ft                                     | ca. 60 l/h (ca. 15,8 Gal./h)                             | |
| bei 55 % Leistung in 10.000 ft                                     | ca. 55 l/h (ca. 14,5 Gal./h)                             | |
| Motor                                                              |                                                          | |
|                                                                    | 2 × 119 kW (160 hp) Avco Lycoming IO-320-B1C (alt. -C1A) | 2 × 149 kW (200 hp) Avco Lycoming IO-360-A1B                                                         |
| Propeller (2×)                                                     |                                                          | |
|                                                                    | Hartzell HC-C2YL/8450-18 constant-speed full-feathering  | |
| Tankkapazität                                                      |                                                          | |
| Gesamt                                                             | 333 Liter (88 US-Gallons)                                | |
| davon nutzbar                                                      | 329 Liter (87 US-Gallons)                                | 454 Liter (120 US-Gallons)                                                                           |
| Bewaffnung                                                         |                                                          | |
|                                                                    |                                                          | 2 St. 7,62 mm Maschinengewehr (Rumpf o. Flügel montiert) bzw. 2 St. Raketenwerfer oder 250 lb Bomben |

* Maximale Überlademasse 1.769 kg (3.900 lb)
** Gesetzte Leistung für Wing D-2M Derringer nicht explizit ausgewiesen

## Eigenschaften und Unfälle
Das Handling der Wing D-1 Derringer am Boden ist ausgezeichnet. Die kurze Spannweite, in Verbindung mit der hervorragenden Sicht nach vorn und zur Seite, ermöglicht unkompliziertes Rollen. Die Bugradsteuerung ist leichtgängig und exakt. Die Startleistung der D-1 ist in ihrer Flugzeugklasse überdurchschnittlich. Rotiert (Vr) wird bei 78 Knoten. Die Geschwindigkeit für den besten Steigwinkel (Vx) liegt bei 74 kn, die für die höchste Steigrate (Vy) bei 100 kn, jeweils im Zweimotorbetrieb und bei 87 kn (Vxse) bzw. 96 kn (Vyse) im Einmotorbetrieb. Der Abstand zwischen den Geschwindigkeiten der höchsten Steigrate (Vy) und derjenigen Geschwindigkeit (74 kn) bei der das Flugzeug bei Ausfall des kritischen Triebwerkes noch steuerbar bleibt (Vmc) ist ausreichend. Obwohl die D-1 keine gegenläufig rotierenden Triebwerke besitzt, wird bei Start und Steigflug nur sehr wenig Rudereinsatz benötigt. Die hohe Steigrate von bis zu 1700 ft/min im Zweimotorbetrieb und bis zu 500 ft/min bei Ausfall eines Motors, sowie die gute Rollbeschleunigung, gestatten den sicheren Betrieb von kurzen, unbefestigten Pisten. Die Flugsicht nach vorn und zu den Seiten ist trotz der tiefen, Sportwagen ähnlichen Sitzposition ausgezeichnet. Die Sicht nach oben und hinten ist bauartbedingt deutlich eingeschränkt. In Landekonfiguration liegt die Stallgeschwindigkeit (Vs0) bei 63 kn und mit eingefahrenem Fahrwerk und Klappen in 0°-Stellung (Vs1) bei 70 Knoten. Vor einem Strömungsabriss sind deutlich aerodynamische Bewegungen zu bemerken und die „Stallwarnung“ ertönt ausreichend vorher. Die Querruderwirkung bleibt bis zum Strömungsabriss erhalten. Reißt die Strömung ab, so ist eine leichte Tendenz zum Rollen nach rechts zu beobachten. Änderungen der Klappenstellung wirken nur gering auf das Pitchmoment. Die Durchstartfähigkeit mit nur einem Motor ist sehr gut, zumindest wenn die Klappen eingefahren sind.
Obwohl die Flugeigenschaften der Wing D-1 Derringer als gutmütig und Fehler verzeihend gelten, mussten schwere Flugunfälle hingenommen werden. Nach nur 10 Flugstunden ging die zweite, auf Produktionsstandard umgebaute Testmaschine (Reg.-Nr.: N88941) am 12. Dezember 1964 bei einem tödlichen Flugunfall über dem Pazifischen Ozean in der Nähe von Palos Verdes verloren. Ursache war ein aeroelastisches Problem am Höhenleitwerk bei hoher Geschwindigkeit. Am 4. Dezember 2003 verunglückte eine Wing D-1 Derringer mit dem Luftfahrzeugkennzeichen N8602J ca. 20,4 km Westsüdwest der Stadt Rosamond in der Mojave-Wüste. Nach extrem hoher Sinkrate und Flachtrudeln zerschellte das Flugzeug beim Bodenaufprall. Sowohl der Fluglehrer, ein Absolvent der Testpilotenschule der US-Luftwaffe, als auch der Flugschüler, ein Pilot der Koreanischen Luftwaffe, kamen bei dem Unfall ums Leben. Ursache war menschliches Versagen.